# یواس‌اس شیلدز (دی‌دی-۵۹۶)
یواس‌اس شیلدز (دی‌دی-۵۹۶) (به انگلیسی: USS Shields (DD-596)) یک کشتی بود که طول آن ۱۱۴٫۷ متر (۳۷۶ فوت) بود. این کشتی در سال ۱۹۴۴ ساخته شد.